# Dia de David Ben-Gurion
El Dia de Ben-Gurion (en hebreu: יום דוד בן גוריון) és una festa nacional israeliana, que se celebra anualment en el dia 6 del mes hebreu de Kislev, per commemorar la vida i el treball del líder sionista David Ben-Gurion, que va ser el primer Primer ministre d'Israel.

## Història
El dia de Ben-Gurion va ser creat per la Kenésset israeliana, com a part de la llei de Ben-Gurion. Segons la llei, el Dia de Ben-Gurion se celebrarà un cop a l'any, el dia 6 de Quisleu, data de la mort de David Ben-Gurion. En aquest dia, hi haurà actes commemoratius per part de les institucions de l'Estat d'Israel, en les bases de les Forces de Defensa d'Israel, i a les escoles. Si el dia 6 de Quisleu cau en Shabat o en la vigília d'un Shabat, la commemoració tindrà lloc el diumenge següent.